# Paloma Poeta
Paloma Poeta (São Jerônimo, 10 de julho de 1992) é uma jornalista e apresentadora brasileira. É irmã da apresentadora Patrícia Poeta e apresentadora do Fala Brasil.

## Carreira
Paloma é irmã mais nova da jornalista e apresentadora Patrícia Poeta. Nasceu no município de São Jerônimo, no Rio Grande do Sul, mesma cidade onde Patrícia nasceu. Formada em jornalismo pela PUCRS, começou a carreira no Grupo RBS como estagiária do jornal Zero Hora e da extinta TVCOM em Porto Alegre entre 2012 e 2014. Em 2014, iniciou a carreira na televisão como repórter da Band RS. Em 2015, foi transferida para a Record Guaíba como repórter, onde ficou por seis anos. Também apresentou o RS Direto da Redação e o Rio Grande Record.
Em 2021, foi transferida para o Rio de Janeiro onde se tornou repórter do Balanço Geral RJ e apresentadora do programa aos sábados. No mesmo ano, se tornou apresentadora do Fala Brasil Especial substituindo Carla Cecato. Em 2023, tornou-se apresentadora do programa Rio Bom D+
Em 2025 deixou o Rio Bom D+ e foi transferida para São Paulo, para trabalhar como repórter da rede. Em julho de 2025, se torna apresentadora titular do Fala Brasil ao lado de Luiz Fara Monteiro, substituindo Mariana Godoy e Eduardo Ribeiro, que foram para o Jornal da Record.

## Vida pessoal
Paloma foi casada com o diretor Luiz Piratininga, onde trabalharam juntos no Rio de Janeiro. Em 2025, os dois se separam. Meses depois de se mudar para São Paulo, a jornalista foi vítima de um assalto e teve seu celular roubado.

## Filmografia
| Ano        | Nome                 | Cargo         | Notas       | Emissora      |
| ---------- | -------------------- | ------------- | ----------- | ------------- |
| 2014–15    | Band Cidade          | Repórter      |             | Band RS       |
| 2015–17    | Balanço Geral RS     | Repórter      |             | Record Guaíba |
| 2015–17    | RS Direto da Redação | Apresentadora |             | Record Guaíba |
| 2017–20    | Rio Grande Record    | Apresentadora |             | Record Guaíba |
| 2020–21    | Jornal da Record     | Repórter      |             | Rede Record   |
| 2021–23    | Balanço Geral RJ     | Repórter      | Aos sábados | Record Rio    |
| 2021–23    | Balanço Geral RJ     | Apresentadora | Aos sábados | Record Rio    |
| 2021–25    | Fala Brasil Especial | Rede Record   | Aos sábados |               |
| 2023–25    | Rio Bom D+           |               | Record Rio  |               |
| 2025       | Domingo Espetacular  | Repórter      |             | Rede Record   |
| 2025–atual | Fala Brasil          | Apresentadora |             | Rede Record   |